# Krušče
Krušče – wieś w Słowenii, w gminie Cerknica. W 2018 roku liczyła 11 mieszkańców.